# Scoptes
Cette page contient des caractères spéciaux ou non latins. S’ils s’affichent mal (▯, ?, etc.), consultez la page d’aide Unicode.
Les scoptes (en russe : скопцы, skoptzy, translittéré aussi par Skoptsy, Skoptzi, Skoptsi, Scoptsy ou Scoptes) formaient en Russie et, par migrations, dans les pays voisins, une secte chrétienne issue de l'église connue sous le nom de « Peuple de Dieu ».
Les mots respectivement russe skoptzy (pluriel de skopets скопец) et roumain scapetsi (scapeți pluriel de scapete) désignaient un eunuque, une personne castrée.

## Pratique de la castration et croyances
Comme l'indique son nom en russe, qui signifie « eunuque », une des caractéristiques de la secte était la castration,,. Ses adeptes professaient qu'après l'expulsion du Jardin d'Éden, Adam et Ève avaient greffé sur leurs corps les moitiés du fruit défendu formant ainsi des testicules et des seins. Aussi, l'ablation de ces organes sexuels devait restituer le scopte dans son état premier, purifié, d'avant le Péché originel. Les fondateurs de la secte considèrent avoir ainsi plus de chances de se rapprocher de la vie éternelle au paradis. La secte est connue sous le nom de « Peuple de Dieu ». Les scoptes se décrivent eux-mêmes comme les « agneaux de Dieu » ou les « colombes blanches ».
Deux sortes de castrations se pratiquaient parmi les membres du « Peuple de Dieu » : le « petit sceau » et le « grand sceau » (c'est-à-dire la castration partielle et la castration complète). Pour les hommes, la « petite » castration se traduisait par l'ablation des seuls testicules, tandis que la « grande » castration sectionnait aussi le pénis. En cela, les scoptes soutenaient qu'ils réalisaient le conseil de perfection que le Christ donne dans l’Évangile selon Matthieu 19,12  (Wikisource) et 18,8-9  (Wikisource). Les premières traces datées de castration chez les femmes s'observent à partir de 1815. Selon l’Encyclopædia Britannica de 1911, on n'amputait habituellement que les seins. D'autres témoignages suggèrent que les lèvres vaginales, elles aussi, étaient retranchées.

## Histoire
Les premiers scoptes ont été découverts par les autorités civiles russes en 1771 dans la région de l'Oural. Un paysan, Andreï Ivanov, fut condamné pour avoir persuadé treize autres paysans de se châtrer. Son assistant était un autre paysan, nommé Kondratïi Selivanov. Une enquête judiciaire s'ensuivit. Ivanov fut condamné au knout et envoyé en Sibérie. Selivanov s'évada, mais fut repris en 1775.
Le scoptisme prospéra malgré tout, et Selivanov s'échappa de Sibérie et se proclama Fils de Dieu, incarné dans la personne de feu Pierre III de Russie. Cet empereur avait été populaire parmi les Raskolniks (« révoltés », ou dissidents) parce qu'il leur avait accordé la liberté de conscience, et parmi les paysans parce qu'en expropriant les couvents, il avait partagé leurs terres entre les paysans. Selivanov s'était autoproclamé « Dieu des Dieux et Roi des Rois », et annonçait qu'il allait accomplir le salut des croyants par la castration.

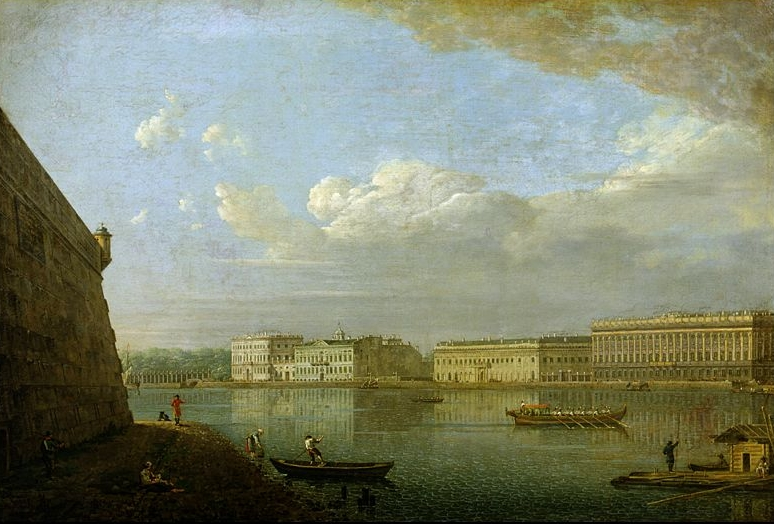
Saint-Pétersbourg à la fin du XVIIIe siècle.

Pendant dix-huit ans, il vécut à Saint-Pétersbourg, dans la maison d'un de ses disciples, recevant l'hommage double comme Christ et tsar. En 1797, il fut de nouveau arrêté selon l'ordre de l'empereur Paul Ier et enfermé dans un asile de fous. Sous Alexandre Ier, il est relâché, mais, en 1820, fut de nouveau enfermé, cette fois dans un monastère, à Souzdal, où il mourut en 1832 dans sa centième année. Le scoptisme ne disparut pas pour autant et même prospéra, profitant du messianisme russe.
Une caractéristique remarquable de cette secte est le type des personnes qui y ont adhéré : on y retrouvait des nobles, des officiers de l'armée de terre et de marine, des fonctionnaires, des popes et des commerçants ; leur nombre crut si rapidement qu'entre 1847 et 1866, 515 hommes et 240 femmes furent déportés en Sibérie sans sérieusement menacer l'existence de la secte. En 1874, elle comptait au moins 5 444 adeptes, dont 1 465 femmes. Parmi eux, 703 hommes et 100 femmes s'étaient castrés.
On essaya le ridicule comme moyen de combat idéologique : des scoptes affublés de vêtements féminins et coiffés de bonnets de fous étaient promenés à travers les villages. On tenta aussi de réglementer légalement la pratique : une loi de l'Empire russe obligeait les scoptes à se déclarer et s'inscrire comme eunuques. Rien n'y fit et le scoptisme se perpétua. La répression reprit : en 1876, cent trente scoptes furent condamnées à la déportation. Pour échapper aux poursuites, plusieurs communautés émigrèrent en Roumanie, où certains d'entre eux se mêlèrent aux vieux-croyants exilés, appelés Lipovènes. L'auteur satirique roumain Ion Luca Caragiale écrit qu'à la fin du XIXe siècle, la plupart des fiacres bucarestois étaient conduits par des scoptes russes (scapeți en roumain).
Il fallut l'efficacité répressive des polices politiques communistes pour venir à bout du scoptisme par l'internement psychiatrique en isolement et la déportation au goulag : l'on estime que la secte des scoptes est maintenant éteinte.

## Autres pratiques et convictions
Les scoptes ne condamnaient pas la sexualité à finalité reproductive dans le cadre du mariage et professaient que certains peuvent avoir un enfant ou deux, avant de devenir membres à part entière. Ce n'étaient pas des misanthropes désirant la fin de l'espèce humaine, mais des idéalistes visant la perfection de l'individu. Leurs cérémonies religieuses incluaient le chant d'hymnes et la danse frénétique finissant dans l'extase, comme c'est le cas chez les khlysts et les derviches tourneurs de l'islam. Des serments stricts de garder le secret étaient exigés de tous les membres, qui formaient une sorte d'association d'aide mutuelle.
Les réunions se tenaient tard dans la nuit dans les caves et duraient jusqu'à l'aube. Les hommes portaient des longues et larges blouses blanches d'une coupe particulière avec une ceinture et un grand pantalon blanc. Les femmes aussi s'habillaient en blanc. Tous ceux qui étaient présents portaient des bas blancs ou étaient déchaussés. Ils s'appelaient eux-mêmes « les Blanches Colombes ».
Les scoptes étaient millénaristes et attendaient un messie qui établirait un empire des saints, c'est-à-dire des « purs ». Mais ils croyaient que le Messie ne viendrait pas avant que l'on eût atteint le nombre de 144 000 Scoptes (nombre donné dans l’Apocalypse 14:1,4, et pris en compte par bien d'autres confessions millénaristes) : tous leurs efforts étaient consacrés à atteindre ce nombre. Le métier préféré des scoptes était celui de changeur et à Saint-Pétersbourg, il y eut pendant longtemps un banc connu comme le « Banc des scoptes ». Vers 1911, beaucoup de scoptes tendaient à considérer qu'ils réalisaient leurs principes simplement en vivant chastement et seuls.

## Dans la culture populaire
Dans son roman Les Immortels d'Agapia, C. Virgil Gheorghiu évoque des scoptes en les confondant avec les Lipovènes, dans le chapitre 16 (« Ismaïl le Lipovan et sa terrible religion »). L'auteur belge Eric Fagny en fait le thème de son roman Les Masques Feuillus paru chez Le Scalde Éditions Bruxelles en 2018.

Dans le roman inachevé de Boris Vian On n'y échappe pas, mais repris et terminé par des membres de l'Oulipo, les scoptes sont mentionnés dans cet extrait, : 
«  Scoptes. la faute aux Scoptes. C'est une secte chrétienne très présente en Russie au début du siècle. Des dingues qui se tranchent les organes sexuels pour se rapprocher de Dieu.  »
Dans L'Idiot, Fiodor Dostoïevski décrit un scopte assis dans un magasin.
Dans la République Indépendante de Mertvecgorod, pays imaginé par l'écrivain Christophe Siébert, on "observe des résurgences scoptes".